# Meloboris basilaris
Meloboris basilaris là một loài tò vò trong họ Ichneumonidae.